# Sibalung
Sibalung is een bestuurslaag in het regentschap Banyumas van de provincie Midden-Java, Indonesië. Sibalung telt 5254 inwoners (volkstelling 2010).